# Strategische Geschäftseinheit

Organigramm

Strategische Geschäftseinheiten (SGE) sind in Unternehmen diejenigen Organisationseinheiten, für die besondere Strategien entwickelt werden.

## Allgemeines
Dabei sind Daten bei Produkt-Markt-Kombinationen zu sammeln und zu verarbeiten. Eine strategische Geschäftseinheit darf in einem unternehmensexternen Marktsegment unabhängig von anderen Teilgebieten des Unternehmens agieren. Die Marktbearbeitung ist eindeutig definiert. SGE liefern dem Gesamtunternehmen einen eigenständigen Erfolgsbeitrag, häufig als Profitcenter. Mehrere dieser strategischen Geschäftseinheiten unterschiedlicher Unternehmen agieren in einem strategischen Geschäftsfeld (SGF).

## Kriterien zur Bildung von Strategischen Geschäftseinheiten
Strategische Geschäftseinheiten sind in der Lage, quasi als „Unternehmen im Unternehmen“ Kunden- oder Produktsegmente eigenständig in ihrer ganzen Breite und Tiefe zu bearbeiten. Um im Markt erfolgreich zu sein, müssen alle SGE über relative Wettbewerbsvorteile (zentrales Kriterium) verfügen. Um innerhalb des Gesamtunternehmens den Erfolg einer SGE darstellen zu können, ist es notwendig, auch intern ein klar abgegrenztes Zahlenwerk (internes Rechnungswesen) aufzubauen und das Tätigkeitsgebiet klar von dem anderer Unternehmenseinheiten zu trennen. Insbesondere müssen die Kosten von SGE-übergreifenden Funktionen entweder als Services auf die SGE verteilt werden oder als Kosten der führenden Unternehmensleitung verbucht werden. 
Die Einrichtung von SGE ist in der Regel mit der Erwartung auf effiziente interne Führung der Einheit und ein marktorientiertes Auftreten nach außen verbunden. Entsprechend müssen die Leiter einer SGE mit Vollmachten ausgestattet sein, die es ihnen erlauben, in eigenem Ermessen die Aktionen der SGE auf dem Markt zu gestalten. Im Extremfall wird dies dadurch realisiert, dass die SGE als eigenständige Gesellschaften ausgegründet werden und im eigentlichen Unternehmen nur noch eine die Tochtergesellschaften führende Holding verbleibt. Ein bekanntes Beispiel ist die Umwandlung der Hoechst AG in eine Strategische Management Holding mit Ausgründung aller Geschäfte und aller Serviceeinheiten in selbständige Unternehmen 1996/1997.

## Kritik
Kritiker bemängeln am Konzept der SGE, weil sie dem Unternehmen keinen zusätzlichen Shareholder value brächten. Entweder sie seien deckungsgleich mit den Organisationseinheiten einer divisionalen Organisation und somit nur eine Umbenennung der Divisionen oder aber sie würden als eigenständige Einheit über eine bereits bestehende Aufbauorganisation gelegt und begründeten damit eine faktische Matrixorganisation im Unternehmen mit allen damit verbundenen Problemen. Im Extremfall von verselbständigten SGE ist der Mehrwert der Holding fragwürdig bzw. es ist unklar, warum die SGE überhaupt ein gemeinsames Unternehmen bilden müssen.
Diese Kritik ist allerdings nur dann gerechtfertigt, wenn zwischen den einzelnen SGE keine Synergieeffekte oder Skaleneffekte auftreten, wie z. B. bei gemeinsamer Beschaffung (und wenn es nur von Fremdkapital ist). Des Weiteren können unterstützende betriebliche Funktionen in der Holding-Organisation für die SGE übernommen werden (Personal, Buchhaltung, Organisation, Verwaltung).